# Marin Durac
Marin Durac (n. 30 octombrie 1950) este un fost deputat român în legislatura 1990-1992, ales în județul Mehedinți pe listele partidului FSN.